# Schwarzrücken-Spitzmausmaulwurf
Der Schwarzrücken-Spitzmausmaulwurf (Uropsilus atronates) ist eine Säugetierart aus der Gattung der Spitzmausmaulwürfe innerhalb der Maulwürfe (Talpidae). Er kommt in einem relativ kleinen Gebiet in der südchinesischen Provinz Yunnan vor. Dort lebt er in gebirgigen Lagen bedeckt mit Laub- und Nadelwäldern. Äußerlich ähneln die Tiere den anderen Spitzmausmaulwürfen. Sie haben einen langen Körper, einen sehr langen Schwanz und äußerlich sichtbare Ohren sowie eine spitze Schnauze. Typisch für die Art ist das schwarzgefärbte Fell des Rückens, während die Unterseite heller erscheint. Über die Lebensweise liegen keine Informationen vor. Die Erstbeschreibung erfolgte im Jahr 1923. Ursprünglich wurde der Schwarzrücken-Spitzmausmaulwurf verschiedenen anderen Spitzmausmaulwürfen als Unterart zugeordnet. Erst genetische Untersuchungen aus den 2010er Jahren führten zur Anerkennung als eigenständige Art. Zur Gefährdung des Bestandes ist nichts bekannt.

## Merkmale

### Habitus
Der Schwarzrücken-Spitzmausmaulwurf entspricht in seinen Körpermaßen weitgehend dem Anderson-Spitzmausmaulwurf (Uropsilus andersoni). Werte liegen nur für den Holotypus vor. Dieser weist eine Kopf-Rumpf-Länge von 6,7 cm und eine Schwanzlänge von 5,7 cm auf. Der Hinterfuß misst 1,4 cm und die Ohrmuscheln werden rund 1,0 cm lang. Äußerlich gleicht er den übrigen Spitzmausmaulwürfen. Er ähnelt durch seine Körperform, der langgestreckten, knorpeligen Schnauze und dem langen Schwanz eher den Spitzmäusen als den typischen grabenden Maulwürfen. Im Vergleich zum Anderson-Spitzmausmaulwurf ist der Schwarzrücken-Spitzmausmaulwurf deutlich dunkler gefärbt. Der Rücken besitzt eine schwärzliche Färbung, die Unterseite und Beine sind etwas heller und erscheinen schwärzlich-schiefergrau. Das Fell setzt sich aus schwärzlich schimmernden, wolligen Haaren und aus solchen zusammen, die an der Basis schwärzlich schiefern und an der Spitze haselnussbraun getönt sind. Letztere treten am Rücken etwas seltener auf, wodurch der Schwarzrücken-Spitzmausmaulwurf seine typische Farbgebung erhält. Die Oberseite der Füße und den Schwanz bedecken zahlreiche Schuppen, zwischen denen vereinzelt schwärzliche Haare sprießen. Der Schwanz ist oberseits und unterseits gleichfarben.

### Schädel- und Gebissmerkmale
Der Schädel ist, bezogen auf zwei vermessene Individuen, 20 mm lang und an den Warzenfortsätzen 10,5 bis 10,9 mm breit. Der Gaumen nimmt von der Gesamtlänge 9,2 bis 9,5 mm ein. Gegenüber dem Anderson-Spitzmausmaulwurf ist der Schädel beim Schwarzrücken-Spitzmausmaulwurf kleiner gestaltet. Das Gebiss besteht aus 38 Zähnen mit folgender Zahnformel: {\displaystyle {\frac {2.1.4.3}{1.1.4.3}}} Ebenso sind die Zähne generell kleiner. Abweichend vom Anderson-Spitzmausmaulwurf ist der dritte obere Prämolar jedoch groß und weist fast die Ausmaße des ersten oberen Vormahlzahns auf. Er reicht auch deutlicher aus dem Kiefer heraus, so dass die Spitze das Cingulum, einen tiefersitzenden Zahnschmelzwulst, der benachbarten Prämolaren überragt. Im Unterkiefer ist der zweite Zahn nahezu gleich groß zum dritten, ebenso wird der fünfte Zahn verhältnismäßig groß. Beim Anderson-Spitzmausmaulwurf sind die Zähne der beiden Zählpositionen eher klein (in der ursprünglichen Beschreibung wurde beim Schwarzrücken-Spitzmausmaulwurf ein ähnlicher Gebissaufbau im Unterkiefer wie beim Anderson-Spitzmausmaulwurf angenommen, doch stimmt er weitgehend mit dem des Chinesischen Spitzmausmaulwurfs (Uropsilus gracilis) überein). Die Zahnreihe der oberen Prämolaren und Molaren misst 8,5 bis 8,7 mm, die der unteren 7,8 bis 8,2 mm in der Länge.

## Verbreitung und Lebensraum

Verbreitungsgebiet des Schwarzrücken-Spitzmausmaulwurfs

Das Verbreitungsgebiet des Schwarzrücken-Spitzmausmaulwurfs liegt in Ostasien. Es umfasst eine kleine Region in der südchinesischen Provinz Yunnan. Hier ist die Art im Bezirk Dali westlich und südlich der gleichnamigen Stadt sowie in den südlich anschließenden Kreisen Yongde und Gengma beziehungsweise in der bezirksfreien Stadt Baoshan nachgewiesen. Eingegrenzt wird das Vorkommen durch die Flussläufe des Saluen und des Mekong. Uneindeutig ist das Auftreten im benachbarten nördlichen Myanmar. Dort gefangene Tiere benötigen einer taxonomischen Überprüfung, da neben dem Schwarzrücken-Spitzmausmaulwurf auch der Yulong-Spitzmausmaulwurf (Uropsilus nivatus) und der Yunnan-Spitzmausmaulwurf (Uropsilus investigator) in Yunnan heimisch sind. Alle drei Arten wurden unter anderem aus dem Gaoligong Shan berichtet. Die bevorzugten Habitate des Schwarzrücken-Spitzmausmaulwurfs bestehen aus primären Laub- und Nadelwäldern wie auch aus Mischwäldern. Die Terra typica der Art befindet sich im südwestlichen Yunnan, wo Tiere in Gebirgslagen von 1824 bis 2134 m beobachtet wurden.

## Lebensweise
Über die Lebensweise des Schwarzrücken-Spitzmausmaulwurfs liegen keine Informationen vor. Vermutlich ist er wie die anderen Spitzmausmaulwürfe auch weitgehend bodenbewohnend.

## Systematik
Der Schwarzrücken-Spitzmausmaulwurf ist eine eigenständige Art innerhalb der Gattung der Spitzmausmaulwürfe (Uropsilus). Diese besteht wiederum gegenwärtig aus etwa zehn Vertretern, nach genetischen Analysen ist aber aufgrund zahlreicher kryptischer Arten eine gut doppelt so hohe Anzahl wahrscheinlich. Die Gattung bildet einen Teil der Familie der Maulwürfe (Talpidae) und gehört innerhalb dieser der eigenen Unterfamilie der Uropsilinae als momentan einziges Mitglied an. Die Uropsilinae werden als relativ urtümliche Maulwürfe eingestuft, die durch ein spitzmausartiges Äußeres mit langem Schwanz und sichtbaren Ohren charakterisiert sind. Die seitlich gepressten Krallen eignen sich nicht für eine grabende Lebensweise, so dass die Tiere weitgehend oberirdisch leben. Ursprünglich waren die Uropsilinae weit über Eurasien verbreitet, heute beschränken sie sich auf kleine, zumeist gebirgige Refugien im östlichen und südöstlichen Asien. Insgesamt sind Gattung und Unterfamilie wenig erforscht, was sowohl die Lebensweise als auch die Artenvielfalt sowie die systematische Untergliederung betrifft. Für letzteres sind in der forschungsgeschichtlichen Vergangenheit wenigstens drei unterschiedliche Gattungen aufgestellt worden, deren Unterscheidung anhand der Zahnanzahl erfolgte (Uropsilus mit 34 sowie Nasillus und Rhynchonax mit je 38 Zähnen in unterschiedlicher Anordnung). Molekulargenetische Untersuchungen verweisen auf eine Trennung der Spitzmausmaulwürfe von den anderen Linien der Maulwürfe im Mittleren Eozän vor rund 47 Millionen Jahren. Die Gattung selbst splitterte sich aber erst im Übergang vom Miozän zum Pliozän vor etwa 6,8 Millionen Jahren auf. Als nahe Verwandte des Schwarzrücken-Spitzmausmaulwurfs kommen den genetischen Studien zufolge Uropsilus fansipanensis und der Chinesische Spitzmausmaulwurf (Uropsilus gracilis) in Frage.
Die wissenschaftliche Erstbeschreibung des Schwarzrücken-Spitzmausmaulwurfs erfolgte im Jahr 1923 durch Glover Morrill Allen. Ihm standen dafür mehr als ein Dutzend Exemplare aus Mucheng in der bezirksfreien Stadt Baoshan im südwestlichen Yunnan aus dem Einzugsgebiet des Saluen zur Verfügung. Hinzu kommt ein Individuum aus einer Region weiter südlich im Einzug des Mekong. Das Holotyp-Exemplar, ein weibliches Tier, wurde während einer Expedition des American Museum of Natural History im Jahr 1917 in Mucheng in rund 2134 m Höhenlage gesammelt, was als Typusregion gilt. Allen benannte die neue Form Rhynchonax andersoni atronates und sah sie damit als Unterart des Anderson-Spitzmausmaulwurfs (Uropsilus andersoni) an. Zudem verwies er sie in die Gattung Rhynchonax, die im Jahr 1912 von Oldfield Thomas mit dem Anderson-Spitzmausmaulwurf als Typusform aufgestellt worden war.
Wilfred Hudson Osgood verschob den Schwarzrücken-Spitzmausmaulwurf im Jahr 1937 zum Chinesischen Maulwurf, mit dem er die größten Übereinstimmungen im Zahnbau erkannte. Diese vorherigen, durch Allen und Osgood getätigten Zuordnungen wurden später von John Reeves Ellerman und Terence Charles Stuart Morrison-Scott in den 1950er und 1960er Jahren aufgehoben, in dem sie Allens Form einerseits mit dem Anderson-Spitzmausmaulwurf gleichsetzten, andererseits letzteren als Unterart des Sichuan-Spitzmausmaulwurfs (Uropsilus soricipes) einstuften und diesen der Gattung Uropsilus zuschlugen. In einer Revision der Spitzmausmaulwürfe aus dem Jahr 1984 ordnete Robert S. Hoffmann den Schwarzrücken-Spitzmausmaulwurf erneut dem Chinesischen Spitzmausmaulwurf zu, den er als relativ variabel und weitverbreitet einschätzte. Die Beurteilung durch Hoffmann blieb in den folgenden fast drei Jahrzehnten bestehen und wurde unter anderem auch in dem im Jahr 2005 erschienenen Standardwerk Mammal Species of the World rezipiert. Seit den 2010er Jahren durchgeführte genetische Studien an den Spitzmausmaulwürfen erbrachten dann eine höhere genetische Bandbreite und deckten zudem mehrere kryptische Arten auf. Der Schwarzrücken-Spitzmausmaulwurf wurde dadurch als eigenständige Art anerkannt, was auch der achte Band des Standardwerkes Handbook of the Mammals of the World aus dem Jahr 2018 aufgriff. Dabei ließ sich zudem ermitteln, dass die ursprünglich zum Schwarzrücken-Spitzmausmaulwurf gezählte Population vom Wuliang Shan im Kreis Jingdong im Norden Yunnans wohl eine eigenständige Art repräsentiert, die vorläufig mit „Uropsilus jingdongensis“ bezeichnet wurde.

## Bedrohung und Schutz
Die IUCN stuft den Schwarzrücken-Spitzmausmaulwurf nicht als eigenständige Art ein, sondern ordnet ihn dem Chinesischen Spitzmausmaulwurf zu. Dessen Gesamtbestand schätzt die Naturschutzorganisation als „nicht gefährdet“ (least concern) ein.